# Eden (seria)
Eden – seria powieści fantastyczno-naukowych Harry’ego Harrisona, składająca się z trzech tomów:
- Na zachód od Edenu (West of Eden, 1984), w Polsce wydana w 1992 roku
- Zima w Edenie (Winter in Eden, 1986), w Polsce wydana w 1992 roku
- Powrót do Edenu (Return to Eden, 1989), w Polsce wydana w 1992 roku

Akcja rozgrywa się w alternatywnej rzeczywistości w Ameryce Północnej, jedynym obszarze zamieszkanym przez ludzi, w okresie zlodowaceń. Zmiany klimatu sprawiają, że dochodzi do rywalizacji pomiędzy ludźmi, będących na etapie łowców-zbieraczy z rasą inteligentnych gadów wywodzących się od mozazaurów –  Yilanè o obszar i zasoby. Dodatkowo wzajemną niechęć podsyca zdecydowana odmienność w budowie i funkcjach życiowych między ssakami, a gadami.
Głównym protagonistą serii jest Kerrick – chłopiec porwany przez gady. Osią wydarzeń jest jego wychowania na gadzią modłę, odkrywanie własnej odmienności, próba powrotu do świata ludzi i wykorzystania znajomości zwyczajów, i kultury Yilanè do zorganizowania oporu oraz odzyskania władzy nad terenami zagarniętymi przez gady.
Atutem serii jest bogato opisana biologia i kultura fikcyjnego gatunku istot rozumnych. Wymyślone przez Harrisona Yilanè są kulturą matriarchalną, w której samce sprowadzone są wyłącznie do roli mało inteligentnych reproduktorów.
Gady mają rozwiniętą cywilizację opartą na inżynierii genetycznej, mimo że stronią od używania ognia. Posługują się jedynie prostymi narzędziami, natomiast rolę bardziej skomplikowanych urządzeń (w tym broni, pojazdów, a nawet całych miast) pełnią, wysoce zmodyfikowane pod względem genetycznym, gatunki zwierząt i roślin.
Yilanè nie wierzą w żadnych bogów (poza grupą nazywającą siebie Córami Życia, które to wierzą w boginię Efeneleiaa i unikają zabijania uznając  świętość życia)
Posługują się niezwykle złożonym językiem (opierającym się na dźwiękach, ruchach ciała i zmianach barwy dłoni) możliwym do opanowania jedynie przez najbardziej inteligentne osobniki. Poziom biegłości językowej ustala hierarchię społeczną u Yilanè. Ponieważ niewerbalna część przekazu jest w pewnym stopniu niezależna od kontroli woli wypowiadającej – Yilanè nie są zdolne do kłamstwa. To pojęcie nie funkcjonuje w ich języku ani sferze pojmowania.